# Karl Gerhards hederspris
Karl Gerhards hederspris är ett pris som varje år delas ut av Karl Gerhards Hedersfond. Fonden stiftades av Svenska Teaterförbundet vid Karl Gerhards 70-årsdag 1961 genom en insamling. Fonden utökades, enligt testamente, med inkomsterna från Karl Gerhards litterära kvarlåtenskap. Enligt Karl Gerhards önskan skall priset kunna tillfalla även danska, norska och finländska artister.

## Pristagare genom åren
- 1962 – Annalisa Ericson
- 1963 – Katie Rolfsen
- 1964 – Henning Moritzen (Danmark)
- 1965 – Stig Järrel
- 1966 – Povel Ramel
- 1967 – Erik Lindström (Finland)

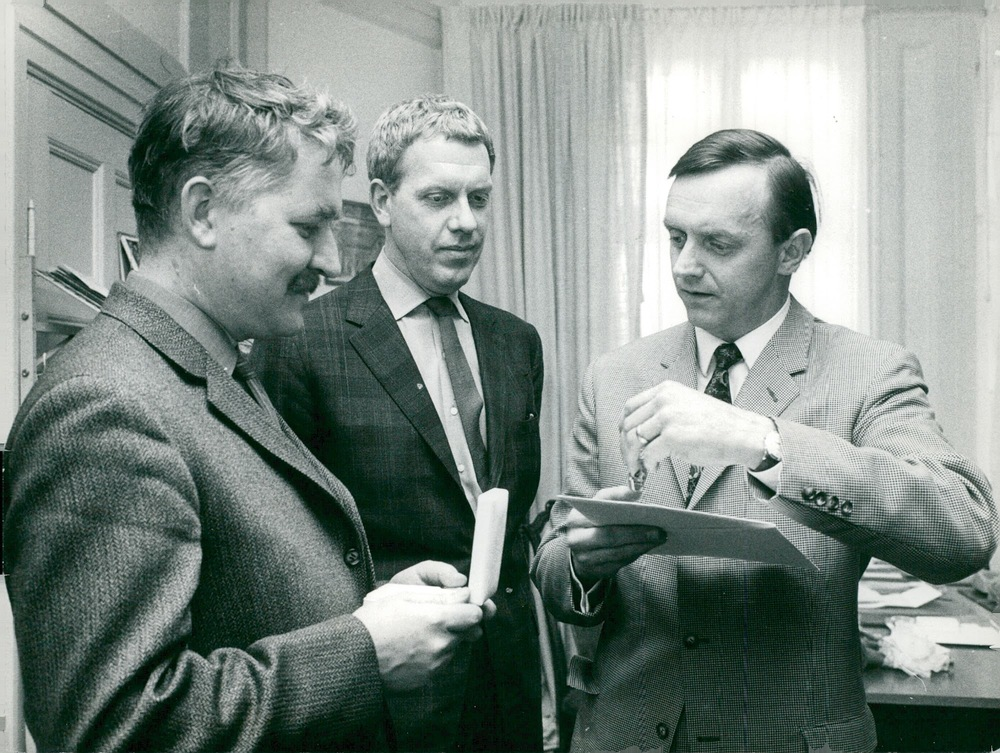
Hans Alfredson och Tage Danielsson mottar Karl Gerhards hederspris – medalj, diplom och 2000 kr – av Teaterförbundets ordförande, skådespelaren Jan-Olof Strandberg, våren 1968.

- 1968 – Hans Alfredson och Tage Danielsson
- 1969 – Alice Babs
- 1970 – Per Aabel (Norge)
- 1971 – Carl-Gustaf Lindstedt
- 1972 – Kar de Mumma
- 1973 – Zarah Leander
- 1974 – Gösta Bernhard
- 1975 – Svend Asmussen (Danmark)
- 1976 – Siw Malmkvist
- 1977 – Jan Malmsjö
- 1978 – Sven Lindberg
- 1979 – Birgitta Ulfsson och Lasse Pöysti (Finland)
- 1980 – Jarl Kulle
- 1981 – Martin Ljung
- 1982 – Nils Poppe
- 1983 – Lillebil Ibsen (Norge)
- 1984 – Evabritt Strandberg
- 1985 – Sickan Carlsson
- 1986 – Yngve Gamlin
- 1987 – Marguerite Viby (Danmark)
- 1988 – Siv Ericks
- 1989 – Hasse Ekman
- 1990 – Stig Bergendorff
- 1991 – Git Gay
- 1992 – Hans Lindgren
- 1994 – Asko Sarkola (Finland)
- 1994 – Lill Lindfors
- 1994 – Anders Linder
- 1995 – Tommy Körberg
- 1996 – Monica Zetterlund
- 1997 – Helge Skoog
- 1997 – Ronny Eriksson
- 1997 – Birgitta Andersson
- 1998 – Johan Ulveson
- 1998 – Suzanne Reuter
- 1998 – Robert Gustafsson
- 2002 – Ulla Skoog
- 2002 – Hella Joof (Danmark)
- 2002 – Kent Andersson
- 2005 – Tomas von Brömssen
- 2007 – Bror Tommy Borgström
- 2013 – Özz Nûjen[1]
- 2014 – Rikard Wolff
- 2015 – Karl Dyall[2]
- 2015 – Rennie Mirro[2]
- 2017 – Helen Sjöholm[3]
- 2018 – Sven-Bertil Taube[4]
- 2020 – Malin Ek[5]
- 2021 – Michael Segerström[6]
- 2021 – Babben Larsson[6]
- 2023 – Shima Niavarani[7]